# Harry Behn
Pour les articles homonymes, voir Behn.
Harry Behn (né le 24 septembre 1898 dans l'Arizona et mort le 6 septembre 1973 à Séville) est un scénariste et auteur américain.
Il a participé à l'écriture de scènes pour un certain nombre de scénarios, dont les films La Grande Parade (1925) et Les Anges de l'enfer (1930). 